# William Barrett (nadador)
William Barrett (Los Ángeles, Estados Unidos, 1960) es un nadador estadounidense retirado especializado en pruebas de cuatro estilos, donde consiguió ser subcampeón mundial en 1982 en los 200 metros estilos.

## Carrera deportiva
En el Campeonato Mundial de Natación de 1982 celebrado en Guayaquil (Ecuador), ganó la medalla de plata en los 200 metros estilos, con un tiempo de 2:03.49 segundos, tras el soviético Aleksandr Sidorenko (oro con 2:03.30 segundos) y por delante del italiano Giovanni Franceschi  (bronce con 2:04.65 segundos).